# شانه‌موش هایگ
شانه‌موش هایگ (نام علمی: Ctenomys haigi) نام یک گونه از سرده شانه‌موش است.